# محوطه گنجگاه ۲
محوطه گنجگاه ۲ مربوط به دوران پیش از تاریخ ایران باستان است و در شهرستان فارسان، بخش مرکزی، ۴/۹ کیلومتری شمال غرب شهر جونقان، دامنه کوه جهانبین، ۲۵۰ متری شمال جاده جونقان به راستاب واقع شده و این اثر در تاریخ ۲۷ اسفند ۱۳۸۷ با شمارهٔ ثبت ۲۶۵۶۸ به‌عنوان یکی از آثار ملی ایران به ثبت رسیده است.